# Utstein
Die Utstein (Kennung S302) ist ein U-Boot der Kobben-Klasse der Königlich Norwegischen Marine.
Die Utstein war eines von fünfzehn U-Booten der Kobben-Klasse, die zwischen 1965 und 1967 bei den Rheinstahl-Nordseewerken in Emden gebaut wurden. Sie war eines der Boote, welche nach langer gemeinsamer Erprobungszeit durch norwegische und deutsche Entwicklung aus der deutschen U-Boot-Klasse 207 gebaut wurde.
Die Utstein operierte von ihren Hauptstützpunkten in Haakonsvern (Bergen) und Olavsvern (Tromsø) viele Jahre lang in nördlichen Gewässern Norwegens zur Invasionsverteidigung und als Informationsquelle während des Kalten Krieges. Ihre Fahrten in die Barentssee konnten drei Wochen dauern und wurden hauptsächlich getaucht durchgeführt, wobei das Boot meistens schnorchelte, um die Batterien aufzuladen.
Es spielte eine wichtige Rolle bei der Invasionsverteidigung und war sehr kampfstark und leise. Die Utstein war bis November 1990 im aktiven Dienst und wurde nicht modernisiert. Am 5. Juni 1998 wurde sie ans Marinemuseet in Horten übergeben. Sie hat einen eigenen Interessenverband, „Die Utstein Freunde“.

## Galerie

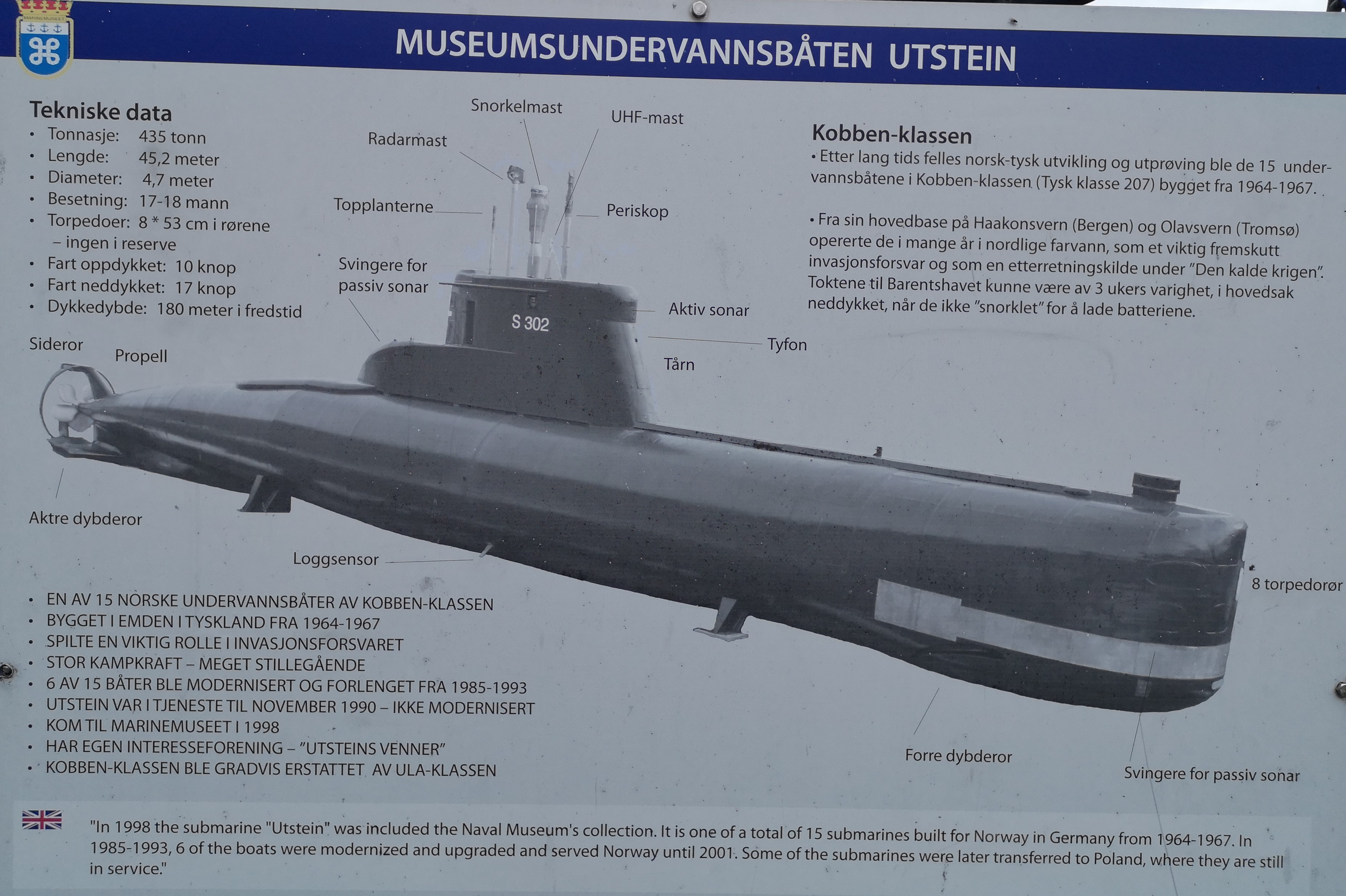
Infotafel im Marinemuseum, Horten.
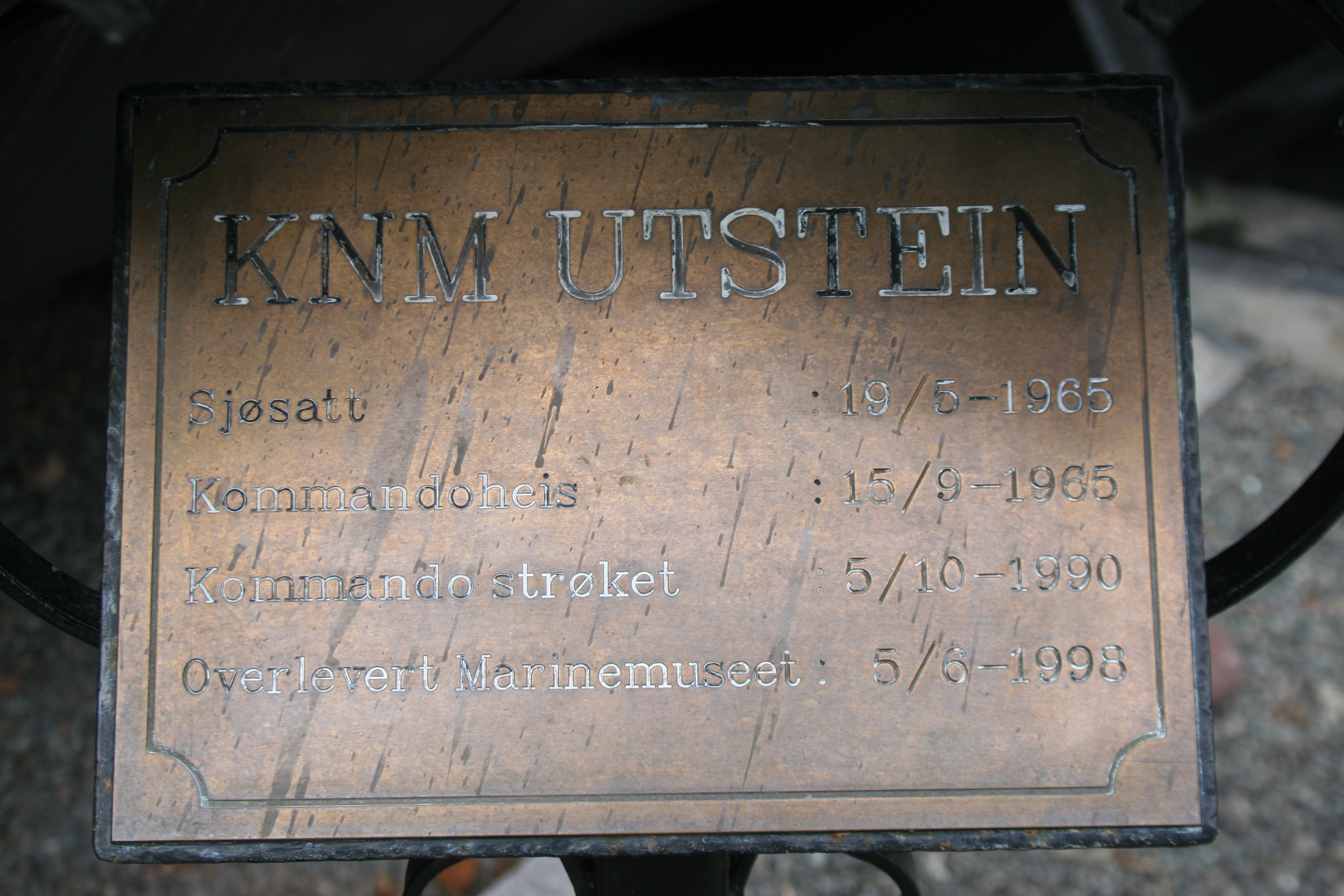
Plakette.
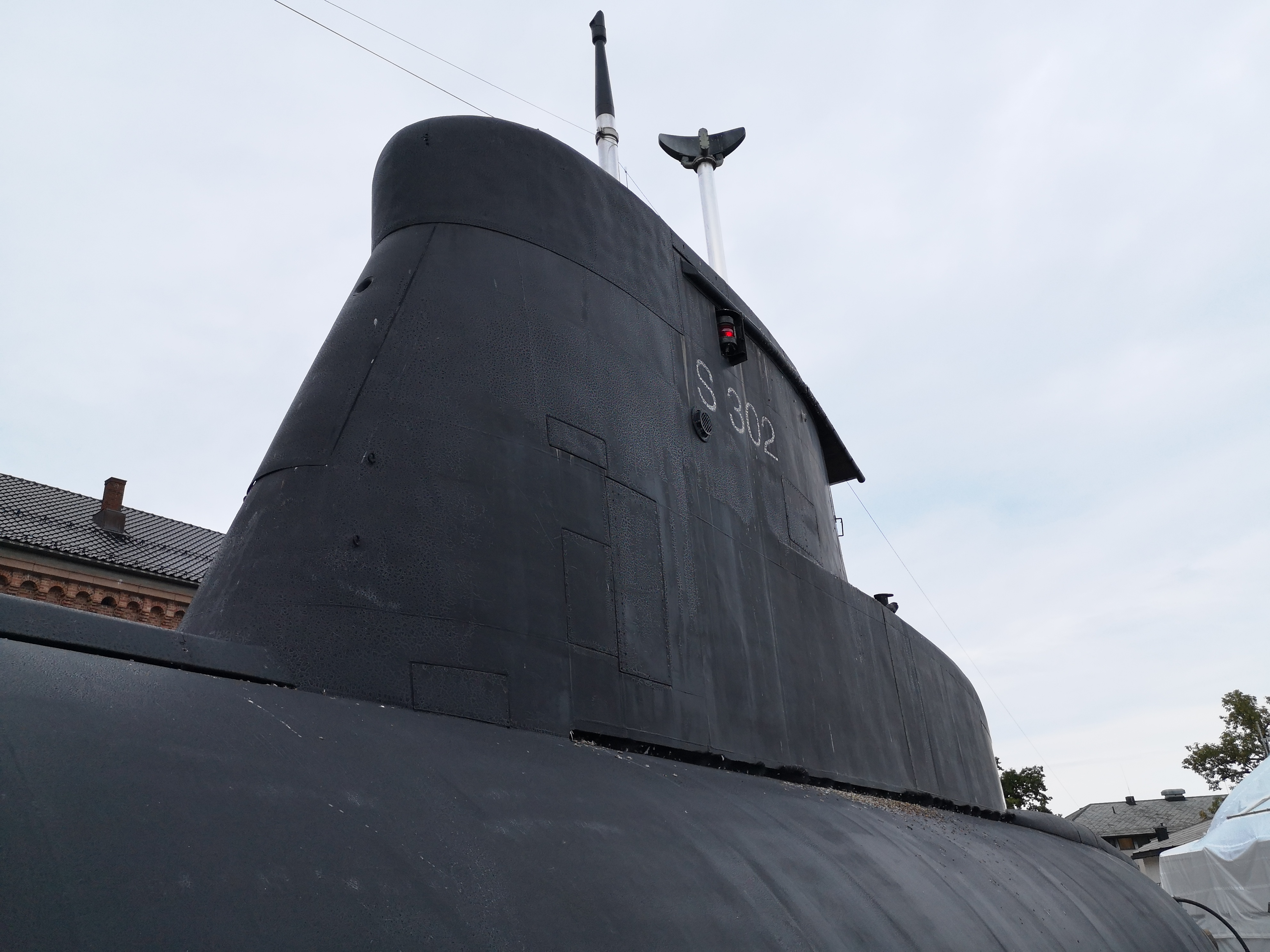
Turm
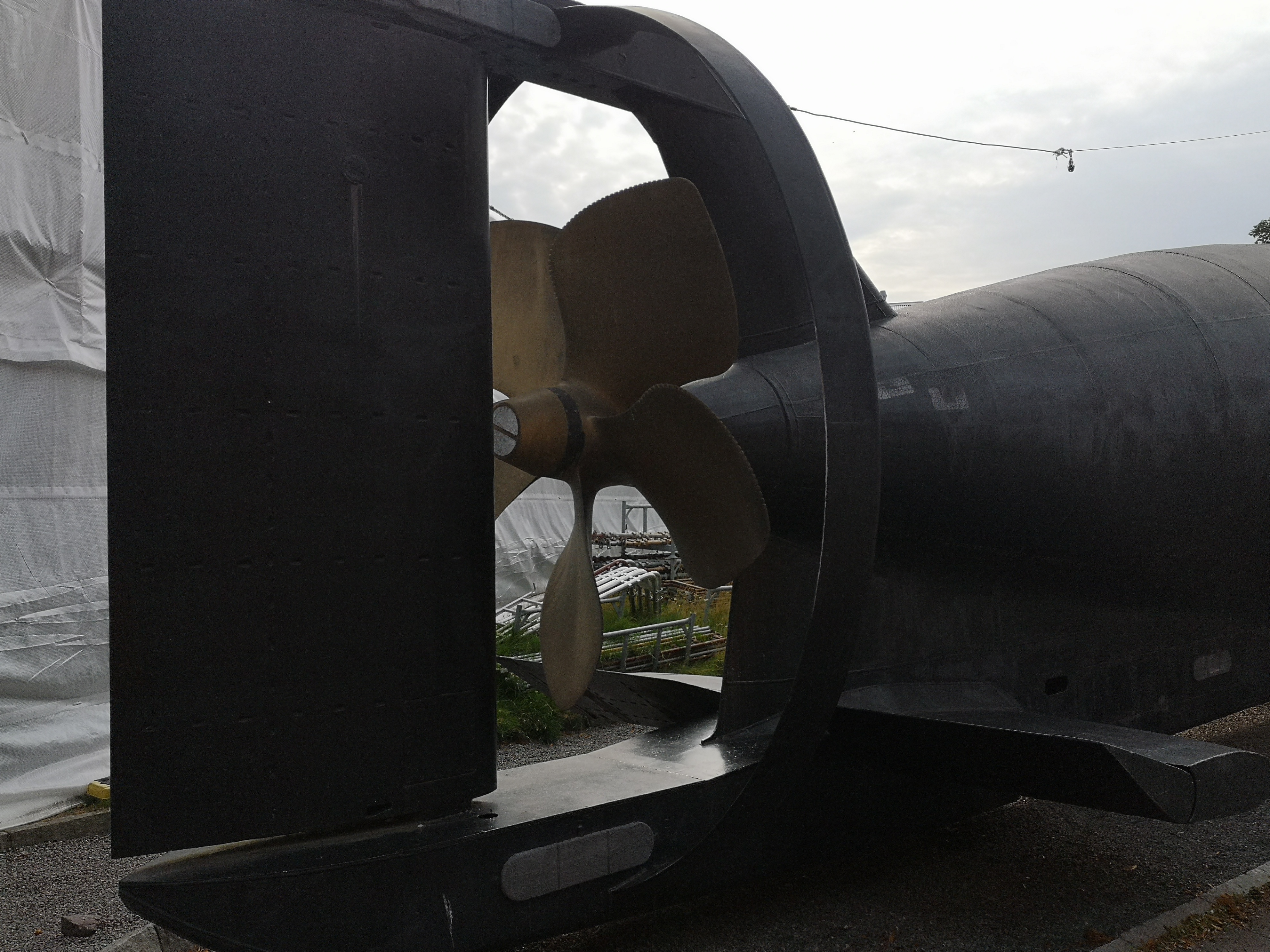
Schiffsschraube
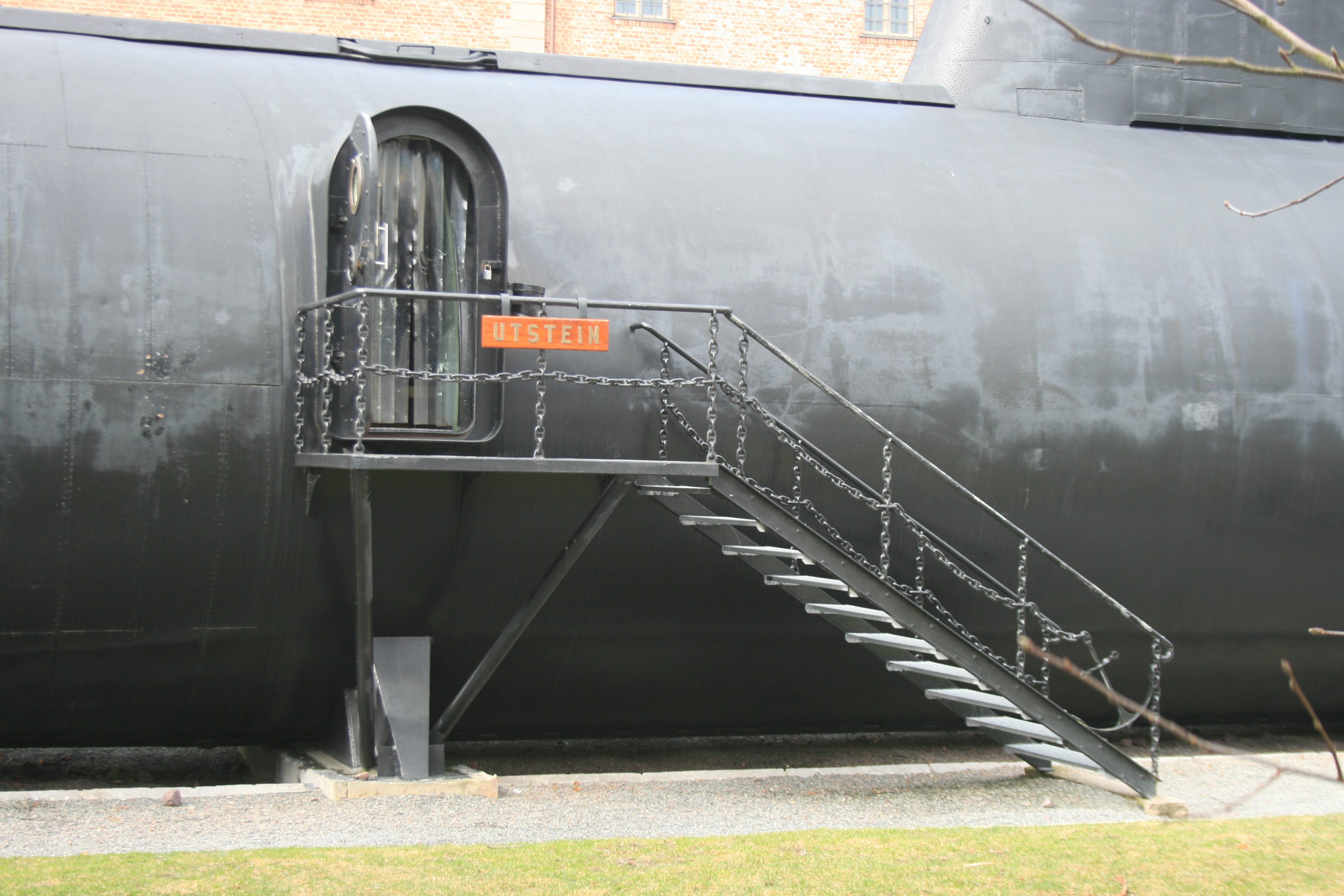
Eingang ins Boot
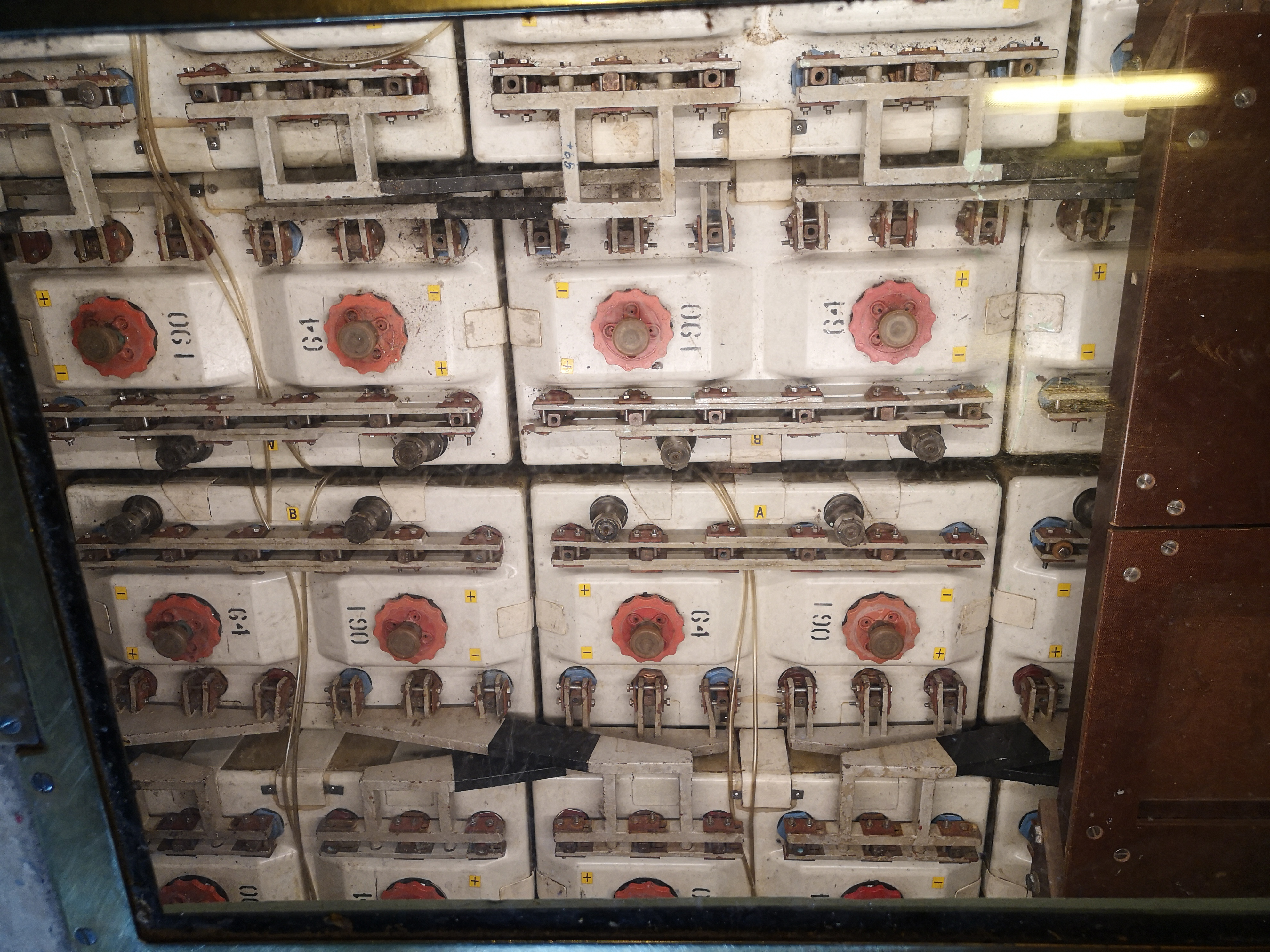
Batterien.
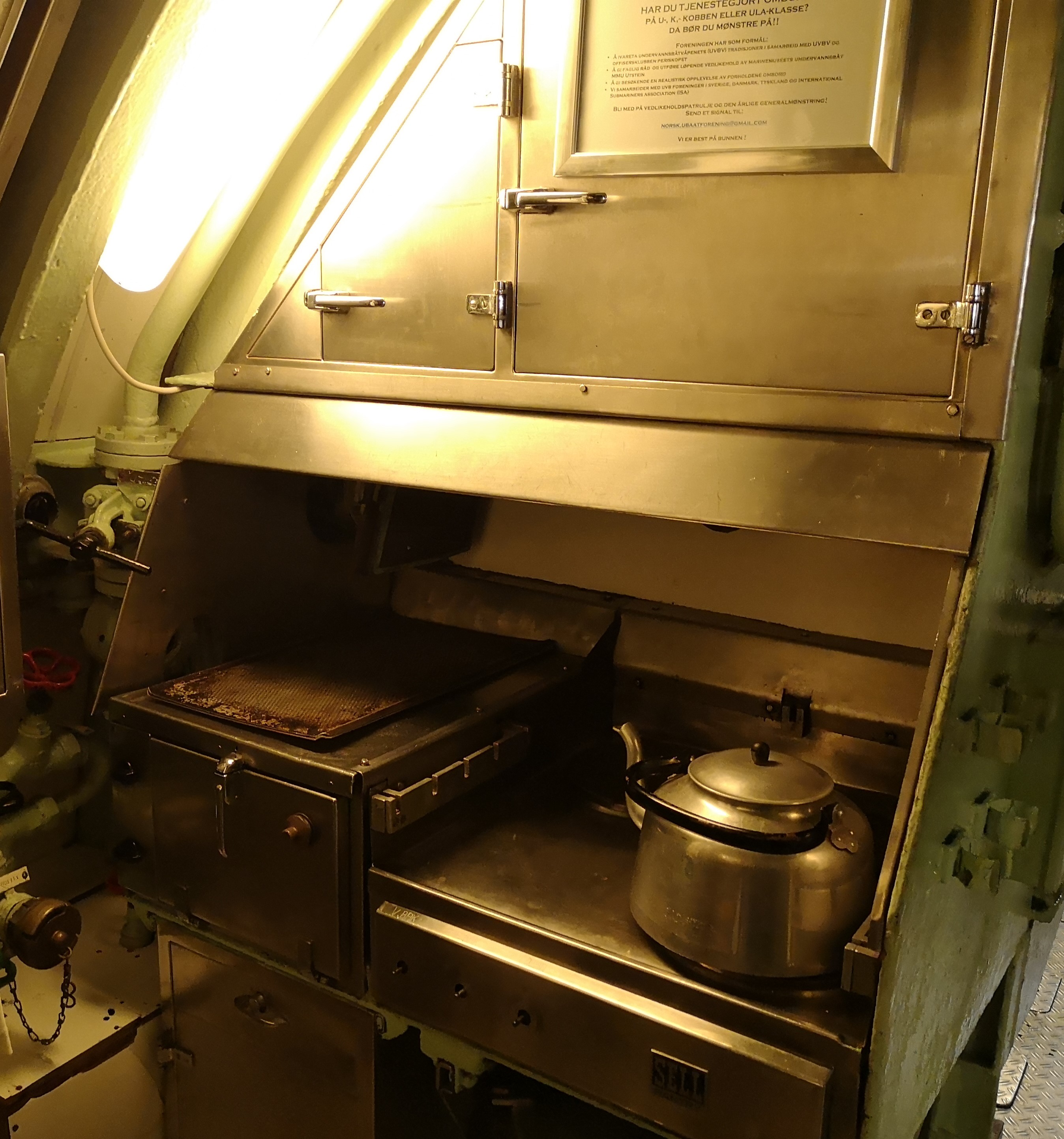
Kombüse.
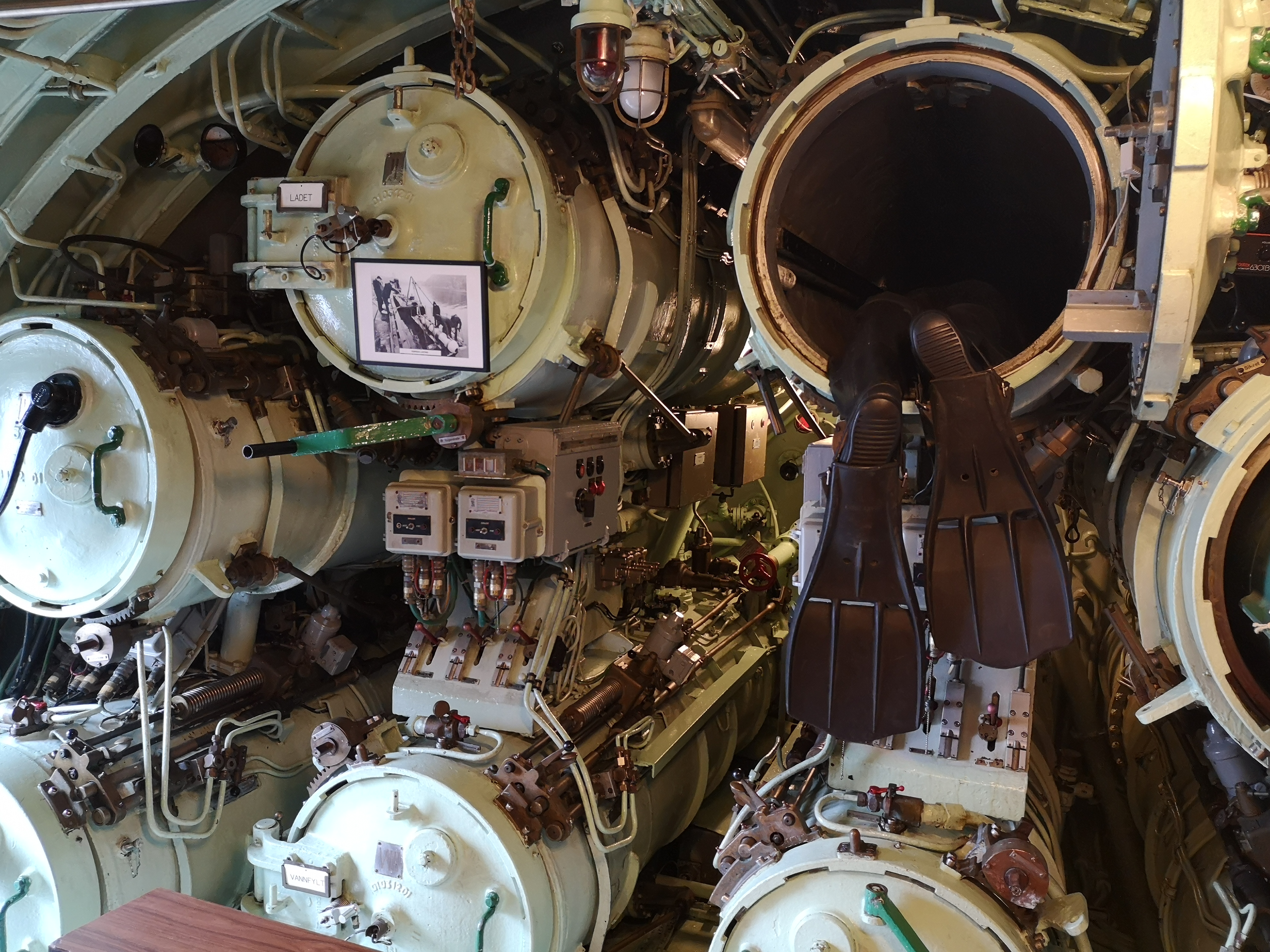
Torpedoraum.
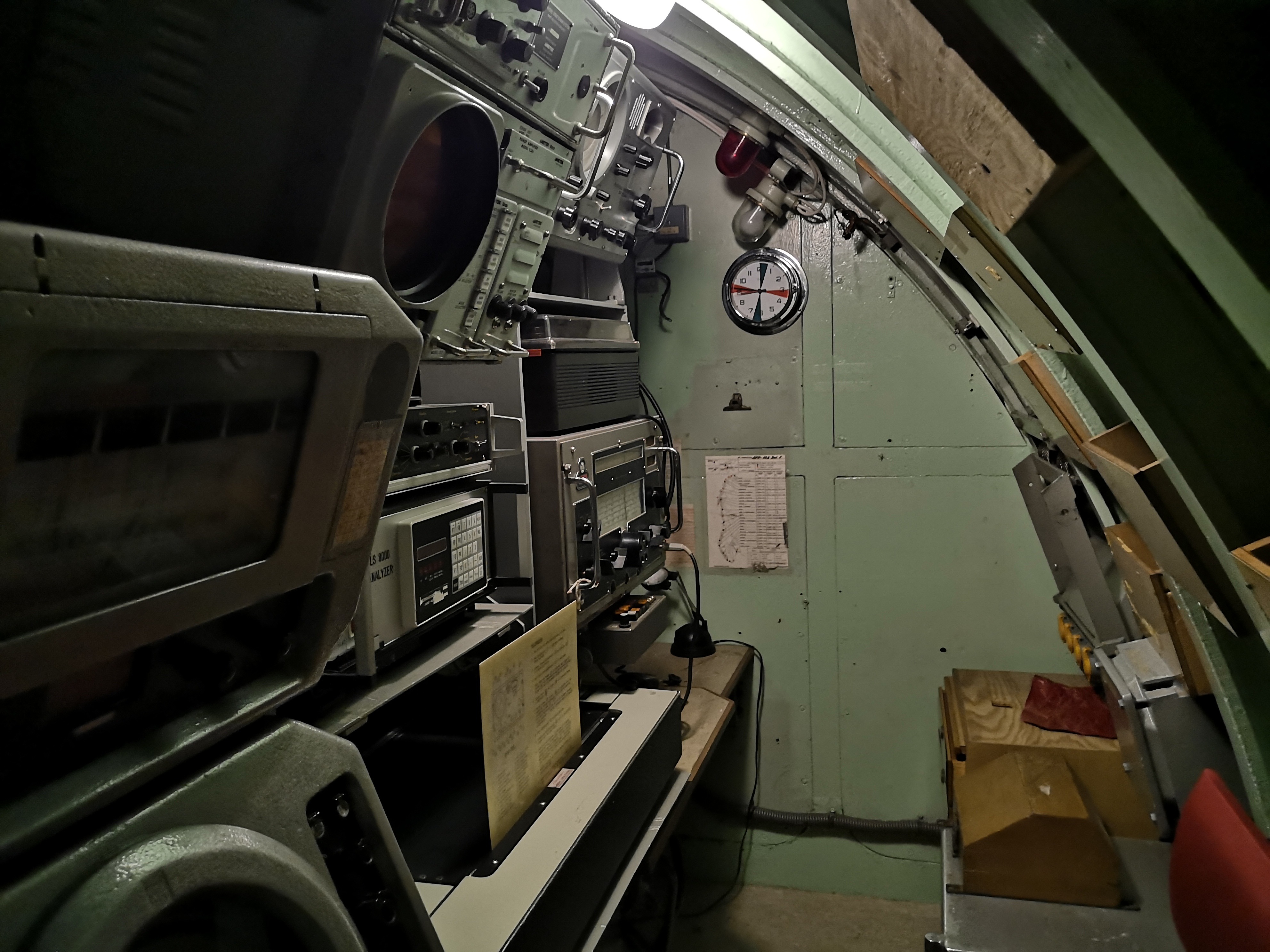
Funkraum.
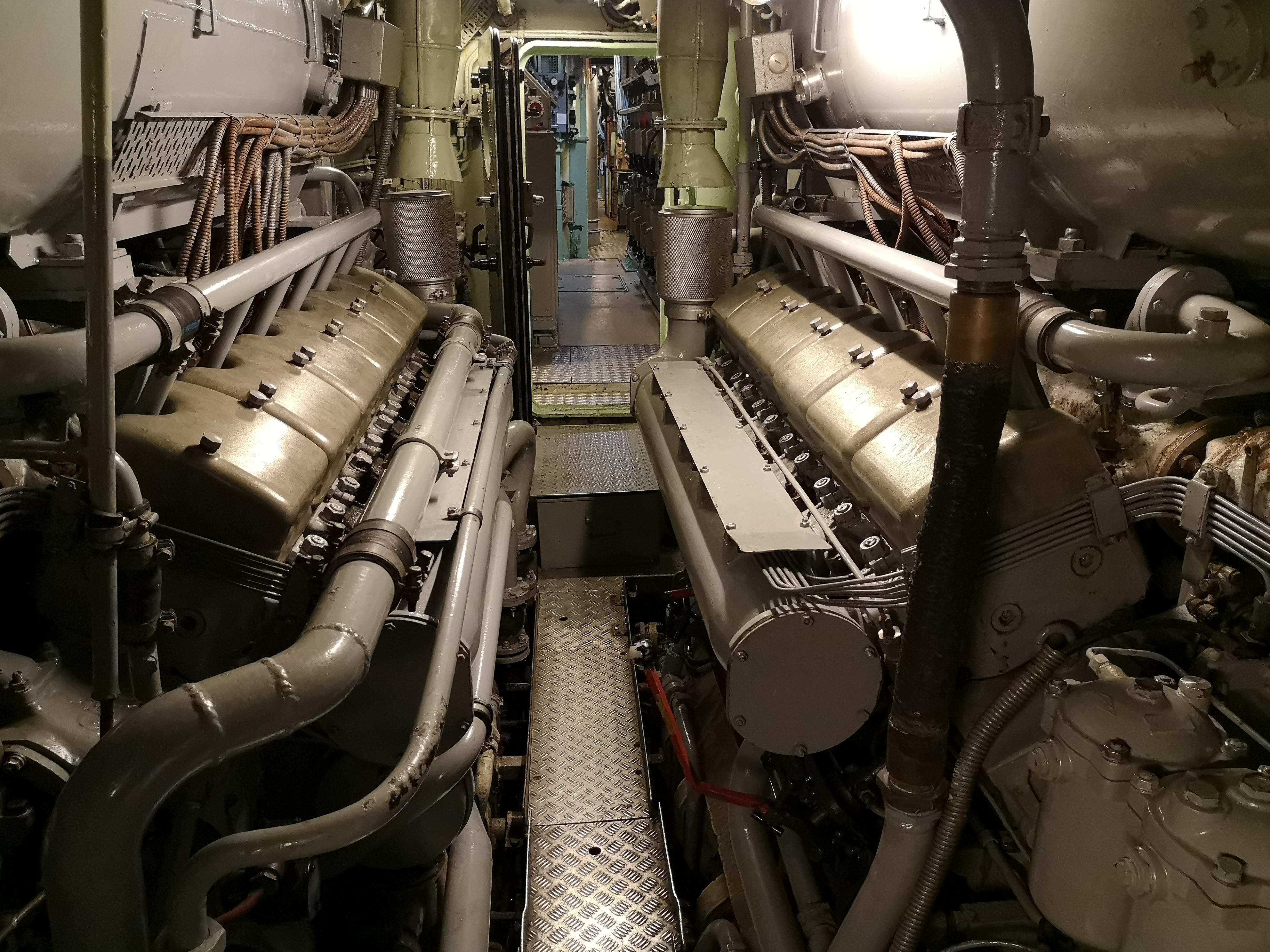
Schiffsdiesel.
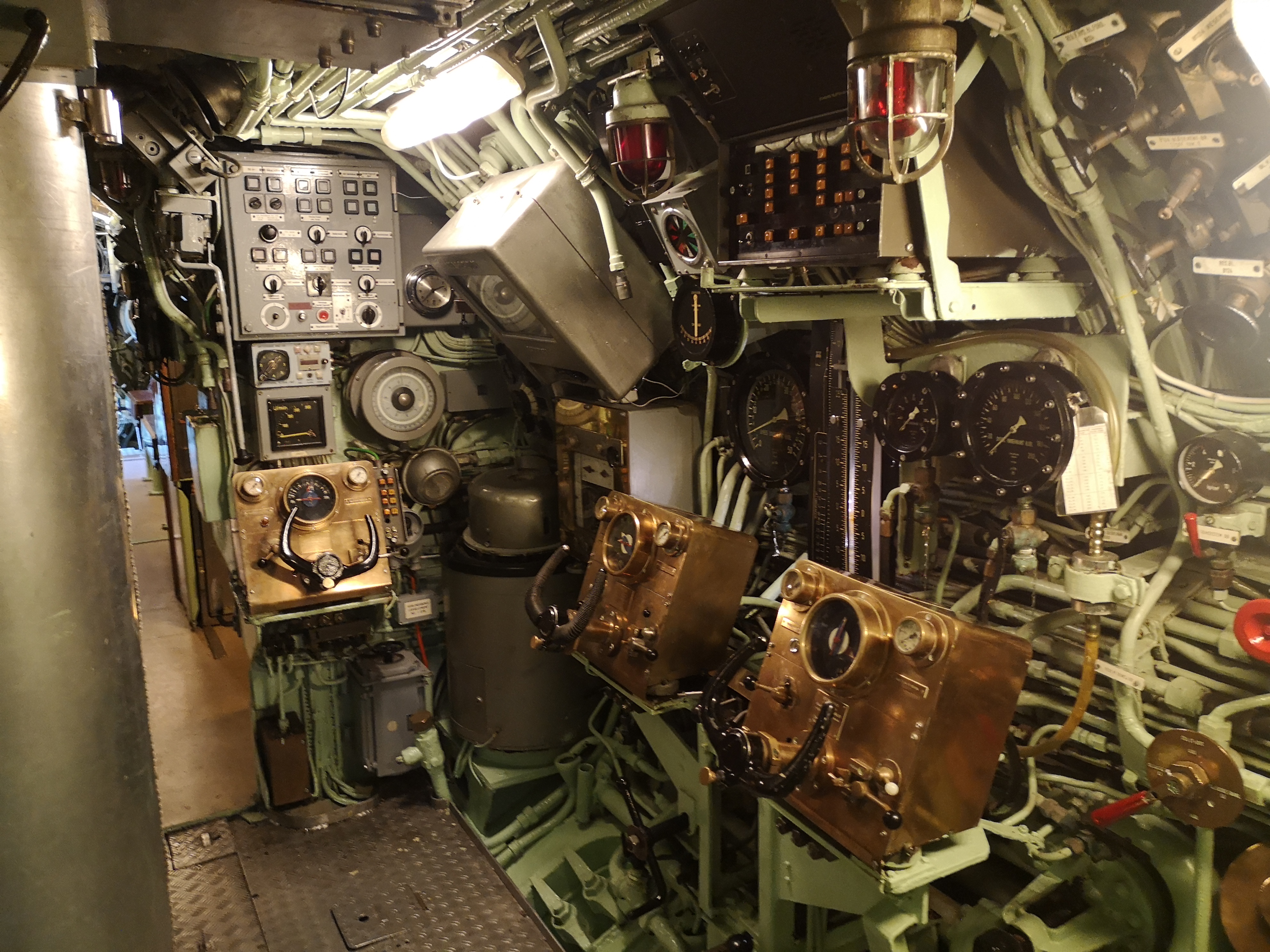
Steuerung.
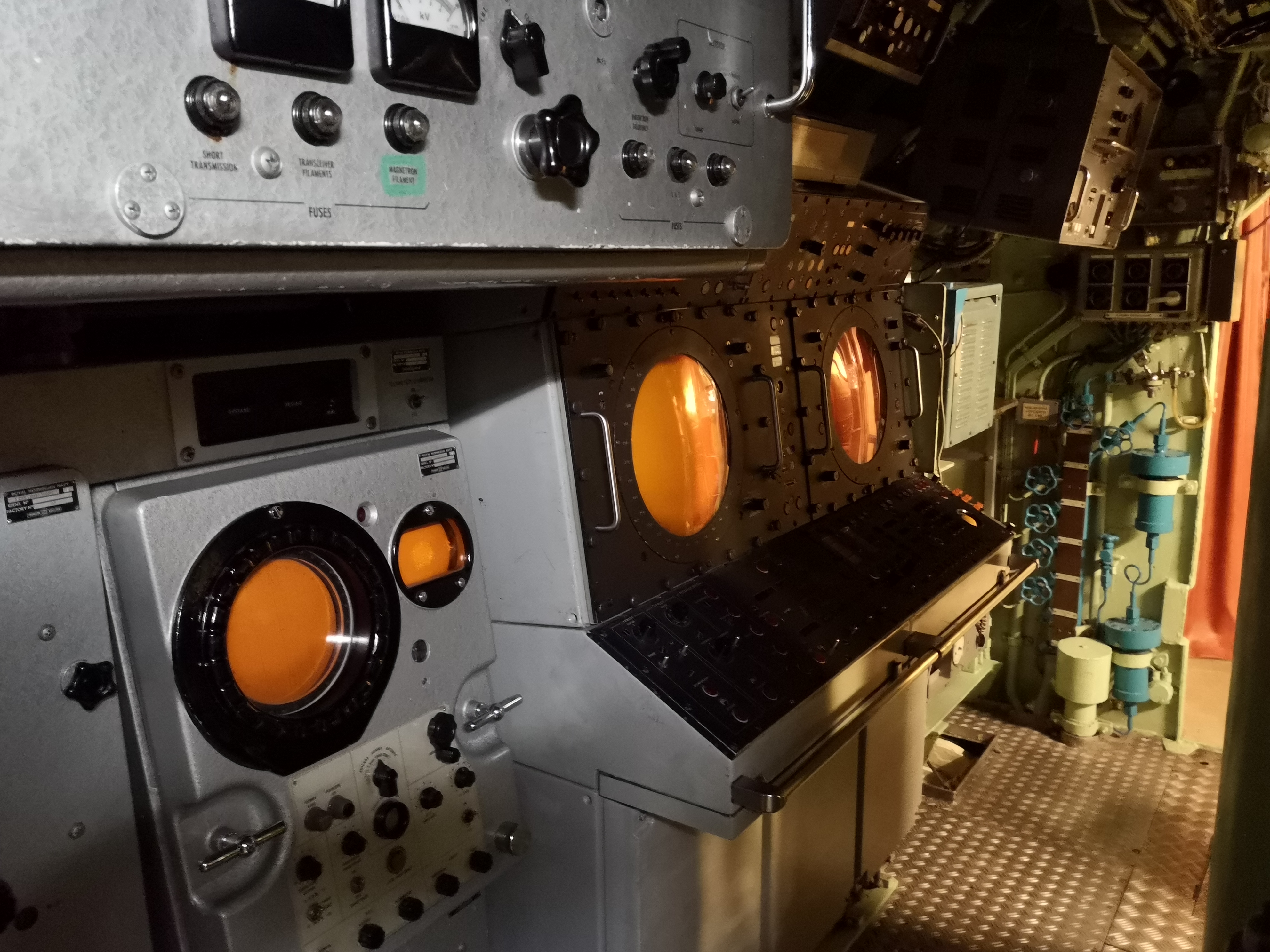
Radar.
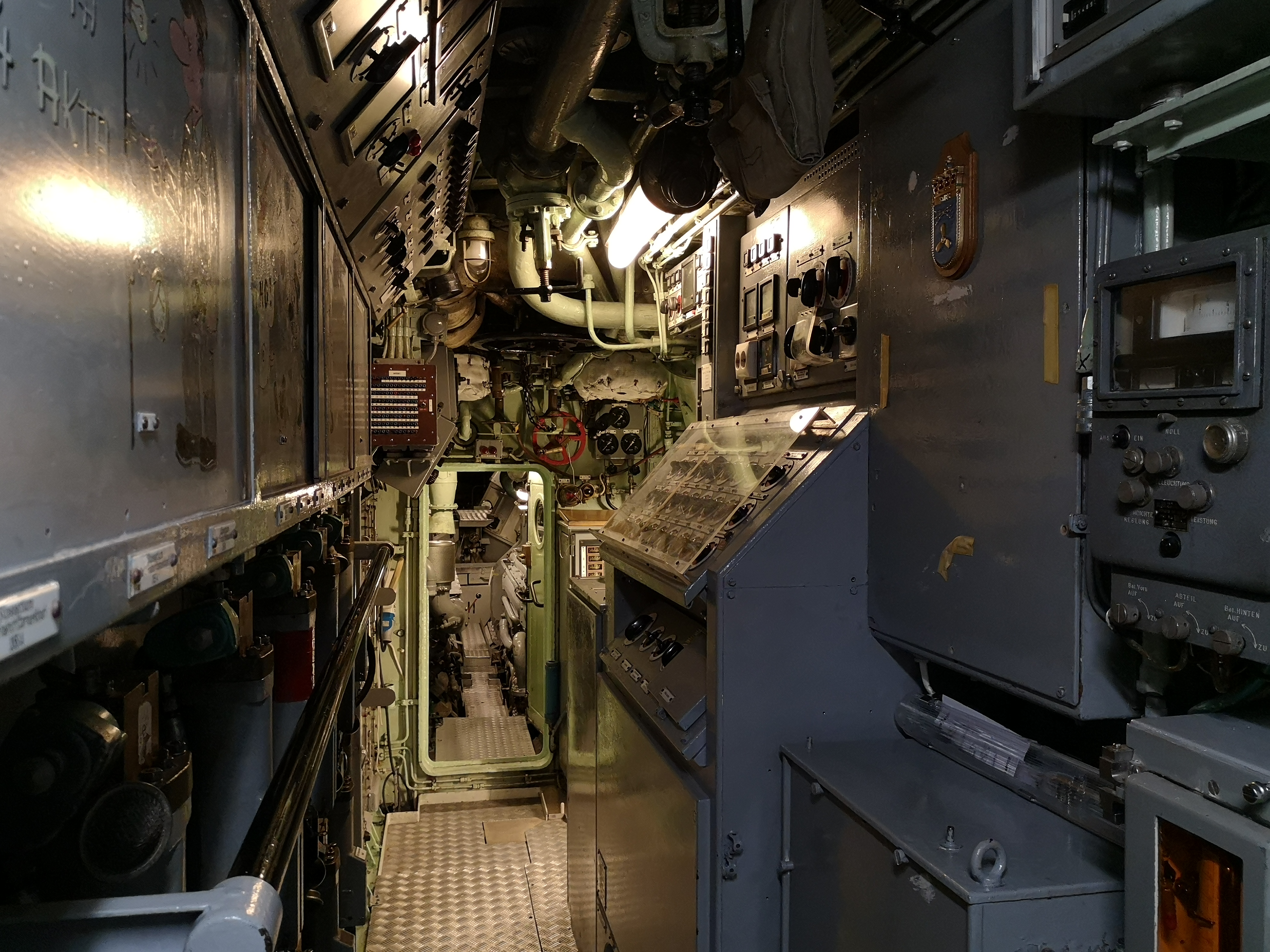
Durchgang.